# Episodi de I gialli di Edgar Wallace (seconda stagione)
La seconda stagione della serie televisiva I gialli di Edgar Wallace (The Edgar Wallace Mystery Theatre) è andata in onda negli Stati Uniti da giugno 1961 ad aprile 1962. In Italia è stata trasmessa dalle televisioni locali negli anni '80.
| nº | Titolo originale         | Titolo italiano             | Prima TV USA   | Prima TV Italia |
| -- | ------------------------ | --------------------------- | -------------- | --------------- |
| 1  | The Fourth Square        |                             | Giugno 1961    |                 |
| 2  | Man at the Carlton Tower | La scomparsa di Henry Stone | Luglio 1961    |                 |
| 3  | Clue of the Silver Key   |                             | Agosto 1961    |                 |
| 4  | Attempt to Kill          | Scotland Yard indaga        | Settembre 1961 |                 |
| 5  | Man Detained             | La trappola                 | Ottobre 1961   |                 |
| 6  | Never Back Losers        | Non puntate sul perdente    | Dicembre 1961  |                 |
| 7  | The Sinister Man         | Il mistero del Tamigi       | Dicembre 1961  |                 |
| 8  | Backfire!                |                             | Aprile 1962    |                 |
| 9  | Candidate for Murder     | L'assassino è in smoking    | Aprile 1962    |                 |
| 10 | The Share Out            |                             | Febbraio 1962  |                 |
| 11 | Flat Two                 |                             | Aprile 1962    |                 |

## The Fourth Square
- Prima televisiva: Giugno 1961
- Diretto da: Allan Davis
- Soggetto di: James Eastwood
- Attori principali: Conrad Phillips (Bill Lawrence), Natasha Parry (Sandra Martin), Delphi Lawrence (Nina Stewart)

## Man at the Carlton Tower
- Prima televisiva: Luglio 1961
- Diretto da: Robert Tronson
- Soggetto di: Philip Mackie
- Attori principali: Maxine Audley (Lydia Daney), Lee Montague (Tim Jordan), Allan Cuthbertson (Det. Supt. Cowley), Terence Alexander (Johnny Time)

## Clue of the Silver Key
- Prima televisiva: Agosto 1961
- Diretto da: Gerard Glaister
- Soggetto di: Philip Mackie
- Attori principali: Bernard Lee (Superintendent Meredith), Lyndon Brook (Gerry Domford), Finlay Currie (Harvey Lane)

## Attempt to Kill
- Prima televisiva: Settembre 1961
- Diretto da: Royston Morley
- Soggetto di: Richard Harris
- Attori principali: Derek Farr (Det. Insp. Minter), Tony Wright (Gerry Hamilton), Richard Pearson (Frank Weyman), Freda Jackson (Mrs. Weyman), Patricia Mort (Elisabeth Gray)

## Man Detained
- Prima televisiva: Ottobre 1961
- Diretto da: Robert Tronson
- Soggetto di: Richard Harris
- Attori principali: Bernard Archard (Detective Inspector Verity), Elvi Hale (Kay Simpson), Paul Stassino (James Helder), Michael Coles (Frank Murray)

## Never Back Losers
"I gialli di Edgar Wallace n.4" - 2º Episodio
- Prima televisiva: Dicembre 1961
- Diretto da: Robert Tronson
- Soggetto di: Lukas Heller
- Attori principali: Jack Hedley (Jim Matthews), Jacqueline Ellis (Marion Parker), Patrick Magee (Ben Black)

## The Sinister Man
- Prima televisiva: Dicembre 1961
- Diretto da: Clive Donner
- Soggetto di: Robert Stewart
- Attori principali: John Bentley (Superintendent Wills), Patrick Allen (Dr. Nelson Pollard), Jacqueline Ellis (Elsa Marlowe), John Glyn-Jones (Dr. Maurice Tarn), Gerald Anderson (Major Paul Amery), William Gaunt (Mitch Hallam)

## Backfire!
- Prima televisiva: Aprile 1962
- Diretto da: Paul Almond
- Soggetto di: Robert Stewart
- Attori principali: Alfred Burke (Mitchell Logan), Zena Marshall (Pauline Logan), Oliver Johnston (Bernard Curzon)

## Candidate for Murder
"I gialli di Edgar Wallace n.4" - 1º Episodio
- Prima televisiva: Aprile 1962
- Diretto da: David Villiers
- Soggetto di: Lukas Heller
- Attori principali: Michael Gough (Donald Edwards), Erika Remberg (Helene Edwards), Hans von Borsody (Kersten), John Justin (Robert Vaughan)

## The Share Out
- Prima televisiva: Febbraio 1962
- Diretto da: Gerard Glaister
- Soggetto di: Philip Mackie
- Attori principali: Bernard Lee (Detective Superintendent Meredith), Alexander Knox (Colonel Calderwood), Moira Redmond (Diana Marsh)

## Flat Two
- Prima televisiva: Aprile 1962
- Diretto da: Alan Cooke
- Soggetto di: Lindsay Galloway
- Attori principali: John Le Mesurier (Warden), Jack Watling (Frank Leamington)